# 馬爾皮吉冰川
64°16′S 62°15′W / 64.267°S 62.250°W
馬爾皮吉冰川（英語：Malpighi Glacier）是南極洲的冰川，位於帕默群島的布拉班特島東岸，長9公里、寬2公里，流經哈維高地，最終注入麥肯齊冰川，由比利時探險隊繪入地圖。